# 宇喜田町
宇喜田町（うきたちょう）は、東京都江戸川区の町名。丁目の設定がない単独町名である。住居表示未実施区域。

## 地域
江戸川区の南西部、葛西地域の北端部に位置する町である。面積は0.2223平方kmで、区内で41番目に小さな町である。隣接する地域は北は新川を挟んで対岸に船堀三・六丁目、東は北葛西四・五丁目、南は北葛西三丁目、西は北葛西一丁目。

### 住宅街
宇喜田町の人口は区内で35番目であり、1786世帯、4313人（2011年1月）が在住している。大型の団地はないが一戸建ての住宅が密集しており、人口密度は区内9位で、西葛西とほぼ同じである。

### 産業
宇喜田町にはテンアライドの関東セントラルキッチンなど116の事業所があり、1325人が働いている。しかし事業所数は48町中40位、従業者数は35位でビジネス街としては小規模であり、事業所当たりの従業員数（約8人）も区内の平均（約9人）をやや下回っている。業種は建設業（18%）、卸売業・小売業（17%）、製造業（15%）、不動産業（13%）、医療福祉（9%）が多いようである。また区の平均と比較すると建設業（1.82倍）と不動産業（1.79倍）の比率が高く、宿泊業・飲食サービス業（0.43倍）が低いようである。

## 地価
住宅地の地価は、2024年（令和6年）7月1日の地価調査によれば、宇喜田町1426番4の地点で39万7000円/m2となっている。

## 歴史
宇喜田は1596年（慶長元年）、宇田川喜兵衛定氏（宇田川氏参照）によって開発された。地名は、宇田川喜兵衛が開発したところから「宇喜新田」と呼ばれていたものが、さらに縮約されたものとされる。
元は小松川地先の海辺であり、旧中川や旧江戸川の三角州の南端にあった萱（かや）生地・荒地だった。3000石と公称されるが、実際は正保の検地で約1111石、元禄の検地で約1459石だった。関東郡代伊奈氏の公認・援助があったとされ、代官見立新田とする説や土豪開発新田とする説がある。
本来の宇喜田は、現在の北葛西から東葛西まで広がっていた。元禄時代に西宇喜田村と東宇喜田村に分かれたが、明治時代に近隣の村々と合併して葛西村になった。昭和7年（1932年）の江戸川区成立時に西宇喜田町・東宇喜田町となったが、昭和9年（1934年）に東宇喜田町は葛西一・二丁目等に変更され（現在の東葛西など）、西宇喜田町は宇喜田町と改称された。1979年（昭和54年）の住居表示実施により、宇喜田町の大半は北葛西一～五丁目となったが一部地区は住居表示を拒絶し、宇喜田という地名を残した。これが現在の宇喜田町である。
棒茅場通りや新田仲町通りは、東西宇喜田村の境に沿っていると思われる。それより南は海辺で周辺の村々の飛び地だった。西側には東小松川村の飛び地などがあり、東大島駅付近を流れる旧中川とは接していなかった。1930年（昭和5年）に荒川放水路が完成し、東小松川村などが水没し、現在のような地形になった。北東部では中葛西一丁目も宇喜田であり、現在でも宇喜田東公園などの地名が残っている。葛西地域では、この他にも雷（いかずち）、仲町、棒茅場（ぼうしば）などの古い地名が散見される。

## 世帯数と人口
2025年（令和7年）1月1日現在（江戸川区発表）の世帯数と人口は以下の通りである。
- 世帯数 : 2,117世帯
- 人口 : 4,346人

### 人口の変遷
国勢調査による人口の推移。
| 年                 | 人口  |
| ------------------ | ----- |
| 1995年（平成7年）  | 3,490 |
| 2000年（平成12年） | 3,586 |
| 2005年（平成17年） | 4,152 |
| 2010年（平成22年） | 4,312 |
| 2015年（平成27年） | 4,354 |
| 2020年（令和2年）  | 4,247 |

### 世帯数の変遷
国勢調査による世帯数の推移。
| 年                 | 世帯数 |
| ------------------ | ------ |
| 1995年（平成7年）  | 1,337  |
| 2000年（平成12年） | 1,398  |
| 2005年（平成17年） | 1,613  |
| 2010年（平成22年） | 1,708  |
| 2015年（平成27年） | 1,798  |
| 2020年（令和2年）  | 1,904  |

## 学区
区立小・中学校に通う場合、学区は以下の通りとなる(2023年4月時点)。なお、江戸川区では学校選択制度を導入しており、区内全域から選択することが可能。。
| 番地 | 小学校                 | 中学校                   |
| ---- | ---------------------- | ------------------------ |
| 全域 | 江戸川区立宇喜田小学校 | 江戸川区立葛西第二中学校 |

## 事業所
2021年（令和3年）現在の経済センサス調査による事業所数と従業員数は以下の通りである。
| 町丁     | 事業所数  | 従業員数 |
| -------- | --------- | -------- |
| 宇喜田町 | 105事業所 | 789人    |

### 事業者数の変遷
経済センサスによる事業所数の推移。
| 年                 | 事業者数 |
| ------------------ | -------- |
| 2016年（平成28年） | 101      |
| 2021年（令和3年）  | 105      |

### 従業員数の変遷
経済センサスによる従業員数の推移。
| 年                 | 従業員数 |
| ------------------ | -------- |
| 2016年（平成28年） | 651      |
| 2021年（令和3年）  | 789      |

## 交通

### 公共交通
鉄道
宇喜田町に鉄道駅および鉄道路線は存在しない。近隣地域に2路線2駅が徒歩利用可能圏に所在し、地区南端部からは南方の地下鉄東西線が、それ以外からは北方の都営新宿線が最寄駅となる。
- 東京都交通局
  - 新宿線：船堀駅（船堀所在）
- 東京メトロ
  - 東西線：西葛西駅（西葛西所在）

路線バス
- 都営バス：江戸川営業所と同臨海支所の管轄である。
- 臨海22系統：船堀駅 - 西葛西駅 - 臨海車庫
- 葛西24系統：船堀駅 - 葛西郵便局 - 葛西駅 - なぎさニュータウン
- 西葛26系統：船堀駅 - 西葛西駅 - 東京臨海病院 - 臨海町二丁目団地 - なぎさニュータウン - コーシャハイム南葛西 - 葛西臨海公園駅
- 秋26系統：秋葉原駅 - 神田駅（休日は非経由） - （岩本町駅 → 馬喰町 → 東日本橋駅 →）（←小伝馬町 ← 人形町三丁目 ←  水天宮前）- 清澄白河駅 - 白河 - 境川 - 東砂六丁目 - 葛西駅
- 亀29系統：亀戸駅 - 西大島駅 - 境川 - 東砂六丁目 - 西葛西駅 - 葛西駅通り - なぎさニュータウン

### 道路・橋梁
道路
- 東京都道308号千住小松川葛西沖線（船堀街道）
- 宇喜田通り

橋梁
- 宇喜田橋（新川。宇喜田町 - 船堀二・三丁目）
- 新渡橋（新川。宇喜田町 - 船堀六・七丁目）

## 施設
官公署
- 葛西くすのきカルチャーセンター
- 葛西警察署宇喜田駐在所

教育
- 江戸川区立葛西第二中学校

## 史跡
- 稲荷大明神

## その他

### 日本郵便
- 郵便番号 : 134-0082[3]（集配局 : 葛西郵便局[25]）。